# DSP-Version
DSP-Versionen (Delivery Service Partner-Versionen) sind Software-Versionen, die vollständig mit Handbuch und Datenträger ausgeliefert werden.
Oft werden die Lizenzen von Microsoft Windows als DSP-Version verkauft. Dabei handelt es sich um die zuvor als Retail-Versionen vertriebenen Pakete. Der von Microsoft produzierte Datenträger besitzt auf der Seite, auf der sonst die Beschriftung aufgedruckt ist, ein Hologramm. Durch solch ein schwierig zu fälschendes Hologramm sollen professionelle Schwarzkopien erschwert werden. 
DSP-Versionen dürfen von Händlern, im Gegensatz zu OEM-Versionen, auch ohne zugehörigen PC verkauft werden. Die Händler müssen aber auch bei den DSP-Versionen den Support für das Betriebssystem übernehmen; daher werden diese Versionen in der Regel preisgünstiger angeboten.